# Centros de Atención a la Infancia y a la Familia
Los CAIF (Centros de Atención a la Infancia y a la Familia) son centros socio educativos de primera infancia de Uruguay. Tienen como objetivo garantizar la protección y promover los derechos de los niños y las niñas desde su concepción hasta los 3 años. 
Funcionan con una política pública intersectorial de alianzas entre organizaciones de la sociedad civil, el estado nacional y las intendencias departamentales en Uruguay.
El Plan CAIF se crea en el año 1988. Inicialmente, tuvo un enfoque asistencialista de protección a las infancias más vulnerables.

## Historia
En 1988 se crea el Plan Caif. En 2005, pasa a estar bajo la órbita del Instituto del Niño y Adolescente del Uruguay. El proyecto tiene modalidad semanal, y al mismo tiempo, brindando jornadas de capacitación, fortaleciendo así a la institución y generando una adecuada infraestructura para estos centros.
El Instituto del Niño y Adolescente del Uruguay y el Instituto Nacional de Alimentación son los principales apoyos del 'Plan CAIF', y en segundo lugar se encuentran las organizaciones sociales, mayoritariamente asociaciones civiles.
A las instituciones de Plan CAIF tienen acceso las familias en situación de pobreza y vulnerabilidad social.

## Actividad
La propuesta del Plan CAIF se orienta a la atención de calidad desde un enfoque integral, interdisciplinario e interinstitucional en la Primera Infancia. 
Para ello, los centros cuentan con el programa Experiencias Oportunas dirigido a niños y niñas de entre 0 y 24 meses, a partir del cual se promueve el desarrollo integral y el fortalecimiento del vínculo con los adultos de referencia. En el caso de las personas de entre 2 y 3 años, el abordaje que efectúan deriva de orientaciones previamente definidas por el Ministerio de Educación y Cultura y el CEIP-ANEP. De acuerdo a lo prescripto en articulación con estas instituciones, las actividades se orientan a la promoción y prevención en materia de salud, desarrollo de hábitos alimenticios a partir de un programa alimentario nutricional y la formación de vínculos de confianza con las familias.
En términos históricos, en el año 2007 el plan atendió a 33.706 niños y niñas, 19.200 de estos niños y niñas eran atendidos a través del presupuesto de INAU. Luego, para el 2008 el plan logra extender su alcance, atendiendo a 40.922 niños y niñas. En 2009 su alcance fue de 41.874 niños y niñas de 0 a 3 años. Montevideo multiplicó su alcance al 24.9%.

## Comité Nacional
El Plan CAIF cuenta con un comité nacional el cual se encuentra conformado por el Instituto del Niño y Adolescente del Uruguay, Instituto Nacional de Alimentación, la Administración de los Servicios de Salud del Estado, Ministerios de Desarrollo Social, Ministerio de Educación y Cultura, el Congreso de intendentes y delegados nacionales de las organizaciones sociales.
Este comité se encarga de discutir, negociar y definir, las líneas de acción del Plan CAIF, el que se apoya en los Comités Departamentales, los cuales poseen un integrante de cada organización civil participante, así como un integrante por cada intendencia involucrada, y un representante por cada organismo estatal involucrado.